# Tim Mosmann

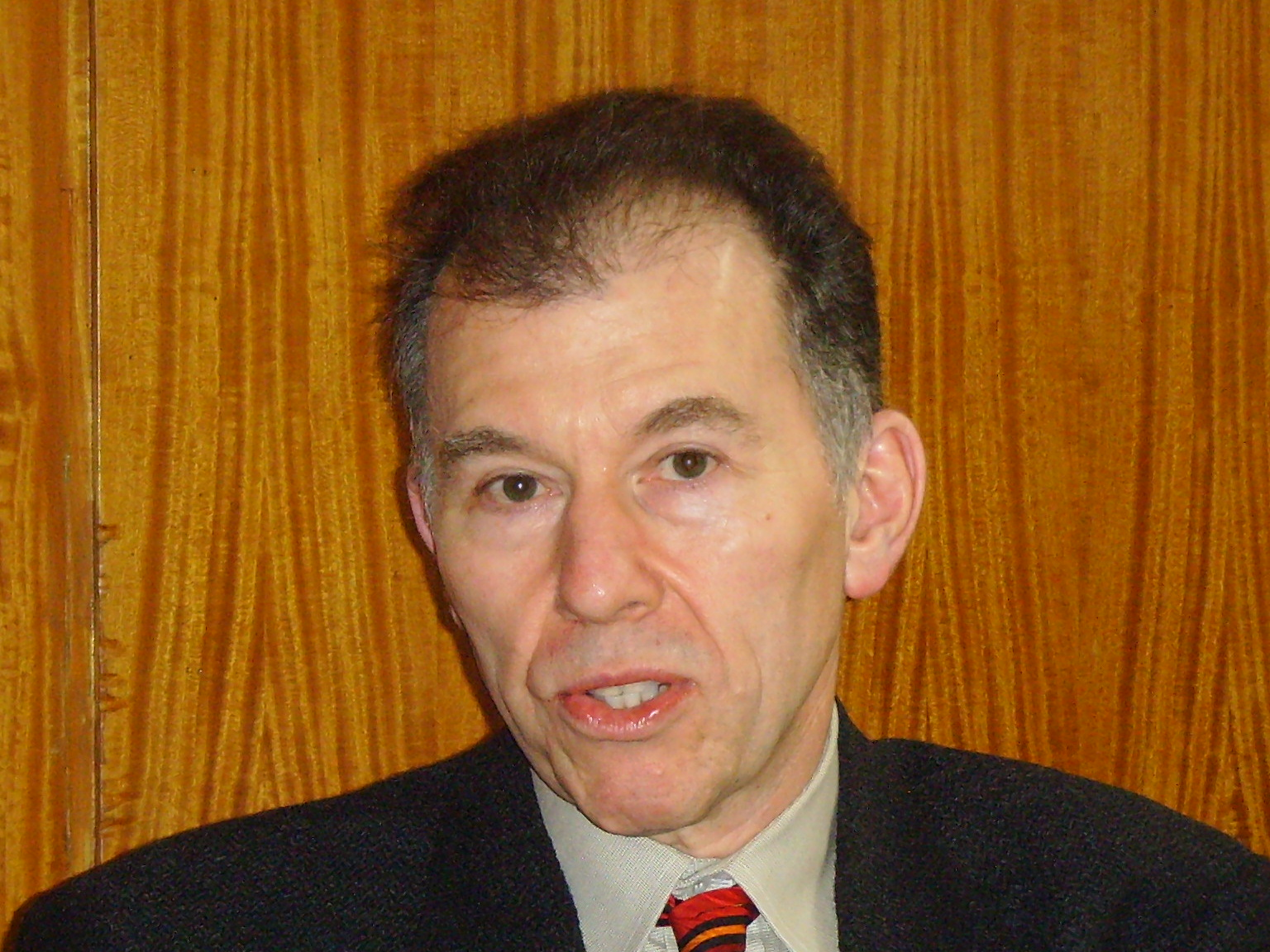
Tim Mosmann, März 2008

Timothy R. Mosmann (* 7. März 1949 in Birkenhead, England) ist ein britischer Immunologe und Mikrobiologe.

## Leben
Tim Mosmann studierte Chemie und Physiologie an der Universität von Natal in Südafrika (Bachelor-Examen 1968) sowie Mikrobiologie an der Rhodes University in Südafrika (Bachelor-Examen 1969). 1973 wurde er an University of British Columbia in Kanada im Fach Mikrobiologie promoviert (Ph.D.). Anschließend war er zwei Jahre am Kinderkrankenhaus in Toronto beschäftigt, bevor er 1975 an die Universität Glasgow wechselte. 1977 wurde er in einer Arbeitsgruppe für Immunregulation Assistenzprofessor an der Universität von Alberta in Edmonton, Kanada. 1982 wechselte Mosmann an das DNAX Forschungsinstitut – ein kleines privat finanziertes Start-up-Institut – nach Palo Alto, Kalifornien, wo er bis 1990 tätig war. Dann wurde er zunächst als Professor für Immunologie und später für Immunologie und Mikrobiologie an die Universität von Alberta berufen.
Seit 1998 ist er Professor für Immunologie und Mikrobiologie an der University of Rochester und Direktor des David H. Smith-Zentrums für Impfbiologie und Immunologie.
Tim Mosmann ist verheiratet, die Familie hat zwei Kinder.

## Wirken
Tim Mosmann hat mit seinen Arbeiten wesentlich zum Verständnis beigetragen, wie das Immunsystem bei Infektionskrankheiten und bei Autoimmunerkrankungen (wie Allergien) und chronischen Entzündungskrankheiten (wie der rheumatoiden Arthritis) arbeitet.
Für seine „herausragenden Beiträge auf dem Gebiet der Immunologie“ wurde ihm der mit 100.000 Euro dotierte Paul-Ehrlich-und-Ludwig-Darmstaedter-Preis 2008 verliehen. In der Begründung des Stiftungsrats der Paul Ehrlich-Stiftung hieß es: „Die Forschungsarbeiten von Tim Mosmann haben zur Entdeckung von zwei Subtypen von Helfer-T-Lymphozyten, den TH1- und TH2-Zellen, geführt und neue Einblicke in den Krankheitsmechanismus von Infektionskrankheiten und Allergien ermöglicht.“ Die Unterschiede zwischen TH1- und TH2-Zellen hatte Mosmann erstmals 1986 beschrieben.
Mosmann ist unter anderem seit 1995 Fellow der Royal Society of Canada. Ab 2002 gehörte er nach Angaben des Instituts für Wissenschaftliche Information einige Jahre lang zu den am meisten zitierten Wissenschaftlern. Er war wissenschaftlicher Berater von Unternehmen wie Genzyme Diagnostics und MedCell Biologics, Inc.

## Ehrungen und Auszeichnungen
- William B. Coley Award des amerikanischen Krebsforschungsinstituts „Cancer Research Institute“, gemeinsam mit Robert L. Coffman und Stuart F. Schlossman (1997)
- Avery-Landsteiner-Preis der Deutschen Gesellschaft für Immunologie (1994)
- Paul-Ehrlich-und-Ludwig-Darmstaedter-Preis (2008)

## Belege
1. 1 2  Infektionskrankheiten und Allergien: Helferzellen aus dem Gleichgewicht. Auf: uni-frankfurt.de, Pressemitteilung vom 18. Oktober 2007 (PDF).
2. ↑  Timothy R. Mosmann et al.: Two types of murine helper T cell clone. I. Definition according to profiles of lymphokine activities and secreted proteins. In: Journal of Immunology. Band 136, Nr. 7, 1986, S. 2348–2357, Volltext (PDF). (Memento vom 25. Juni 2015 im Internet Archive).

| Personendaten    | Personendaten                          |
| ---------------- | -------------------------------------- |
| NAME             | Mosmann, Tim                           |
| ALTERNATIVNAMEN  | Mosmann, Timothy R.                    |
| KURZBESCHREIBUNG | britischer Immunologe und Mikrobiologe |
| GEBURTSDATUM     | 7. März 1949                           |
| GEBURTSORT       | Birkenhead, England                    |